# Markt Nordheim
Markt Nordheim – gmina targowa w Niemczech, w kraju związkowym Bawaria, w rejencji Środkowa Frankonia, w regionie Westmittelfranken, w powiecie Neustadt an der Aisch-Bad Windsheim, wchodzi w skład wspólnoty administracyjnej Uffenheim. Leży w Steigerwaldzie, około 18 km na zachód od Neustadt an der Aisch.

## Dzielnice
W skład gminy wchodzą następujące dzielnice: 
- Markt Nordheim
- Herbolzheim
- Kottenheim
- Seehaus
- Ulsenheim
- Wildberghof
- Wüstphül

## Zabytki i atrakcje
- ruiny zamku Hohenkottenheim
- zamek Seehaus